# Mubhammys
Mubhammys ist eine ausgestorbene Gattung aus der Gruppe der Stachelschweinverwandten. Sie bildet innerhalb dieser eine sehr ursprüngliche Form der Phiomorpha, dadurch besteht eine nähere Verwandtschaft zu den heutigen Rohrratten und Felsenratten. Reste von Mubhammys wurden an der bedeutenden Fossillagerstätte des Fayyum-Gebietes im nördlichen Ägypten geborgen, zusätzlich auch in Westsahara. Die Funde sind allgemein stark fragmentiert und setzen sich aus Schädel- und Gebissresten zusammen. Sie verweisen auf vergleichsweise große Tiere, die durch einen allgemein stachelschweinartigen Bau des Schädels und des Unterkiefers charakterisiert sind. Auffallend ist auch eine große Öffnung am Gaumen. Entsprechend bei einigen heutigen Phiomorpha kam es bei Mubhammys nicht zu einem Wechsel zwischen den Milch- und den dauerhaften Vormahlzähne. Die Gattung wurde im Jahr 2016 eingeführt.

## Merkmale
Mubhammys ist ein relativ großer Vertreter der frühen Phiomorpha. Das vorliegende Material umfasst aber bisher nur stark fragmentierte Reste des Schädels und Unterkiefers sowie isolierte Zähne. Vor allem am Schädel lassen sich dadurch nur wenige charakteristische Merkmale bestimmen. Auffälligstes Kennzeichen war die große Öffnung am Gaumen, die sich aus dem Foramen incisivum entwickelte und teilweise als „vorderes Gaumenfenster“ bezeichnet wird. Sie reichte nach hinten bis zum letzten Prämolaren. Der Jochbogen setzte vorn noch vor dem dritten Prämolaren an. Der Unterkiefer war schlank und erhielt durch den seitlich abstehenden Winkelfortsatz einen typisch hystricognathen Aufbau. Auf der Lippenseite dehnte sich die Fossa masseterica bis zum ersten Molaren aus. Oben und unten wurde sie von zwei markanten Knochenleisten als Ansatzstelle des Masseter-Muskels eingerahmt. Die Unterkante des horizontalen Knochenkörpers war auffallend nach unten gewölbt, ihr Verlauf wurde durch die Krümmung der Alveole des Schneidezahns bestimmt. Das Foramen mentale wies eine ovale Form auf. Es war klein und vor dem vordersten Prämolaren und dem Beginn der Fossa masseterica positioniert.

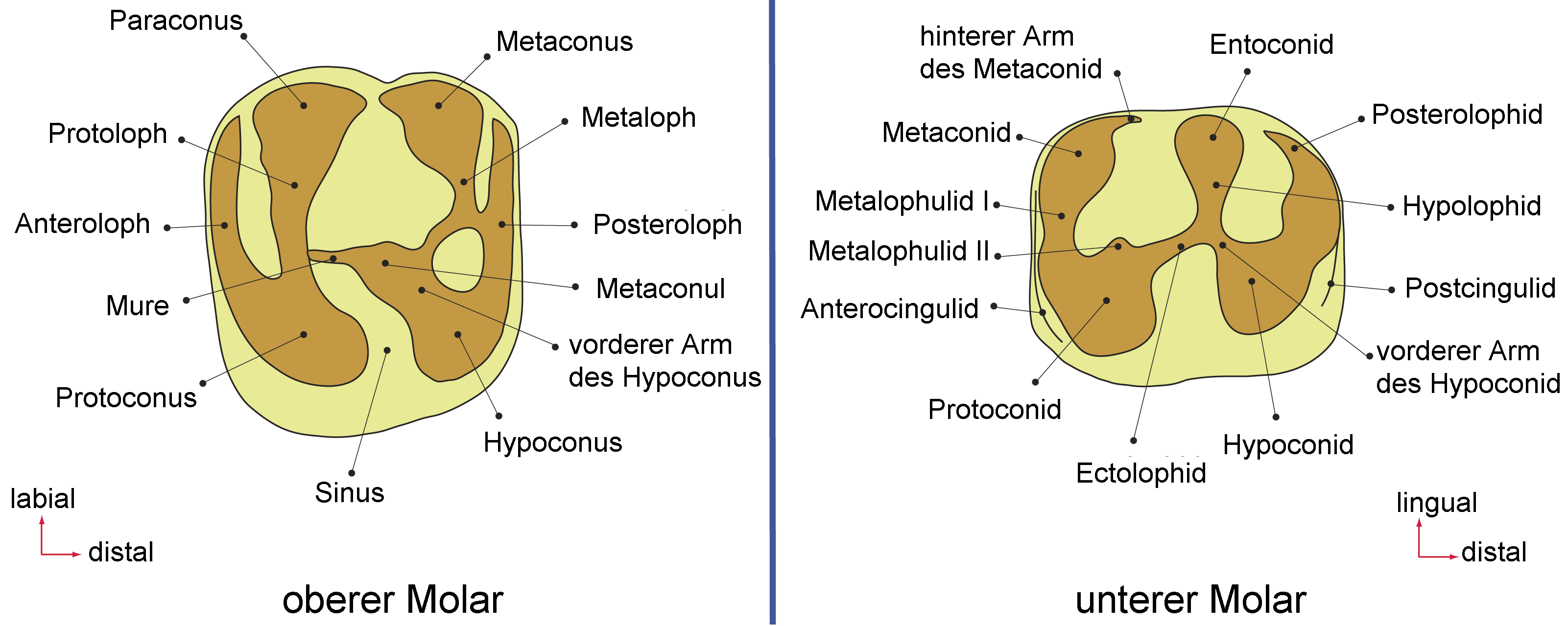
Schematische Darstellung und Bezeichnungen der Kaufläche der Backenzähne von Mubhammys

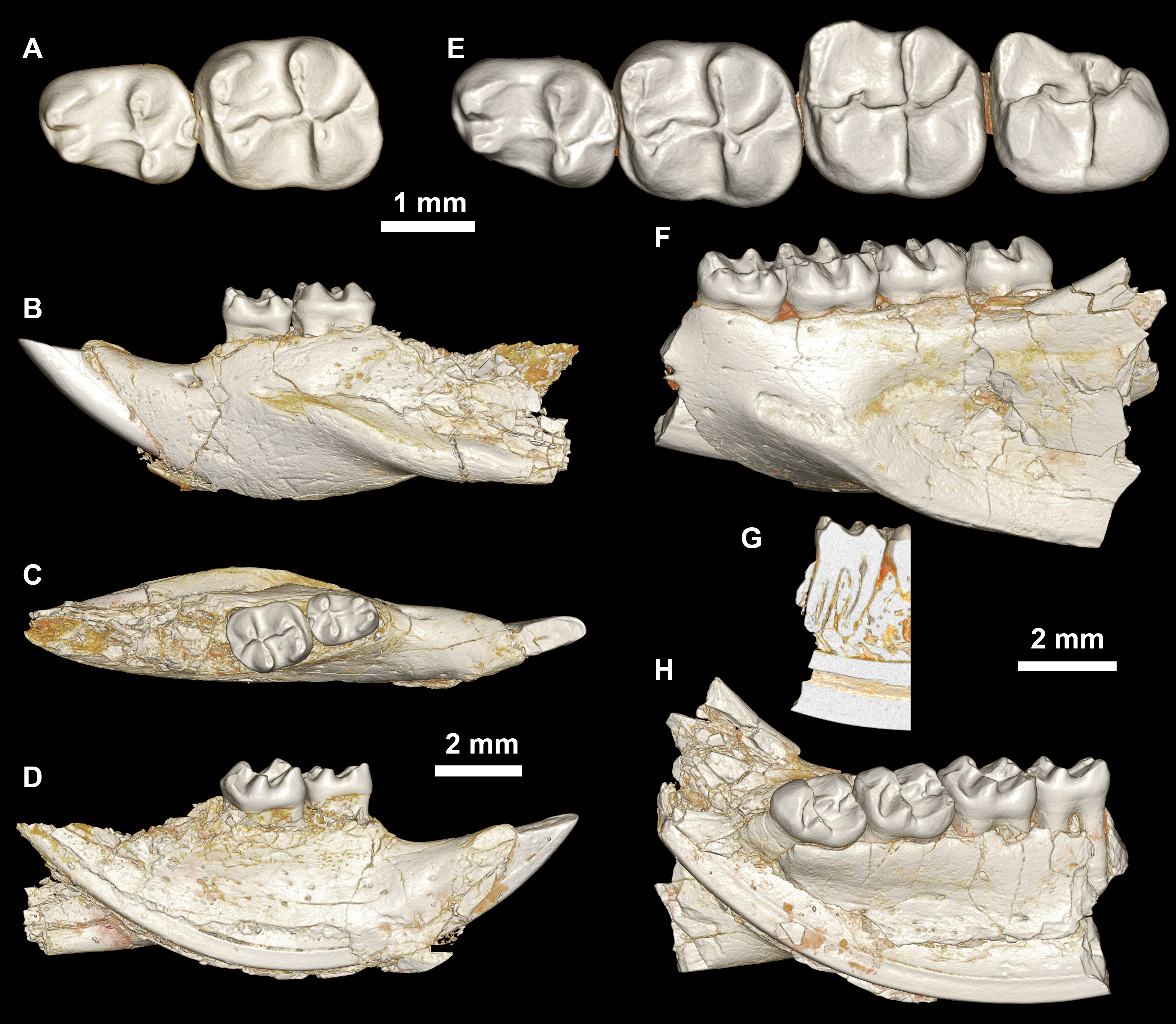
Unterkiefer und unteres Gebiss von Mubhammys

Die obere Zahnreihe bestand aus dem Schneidezahn, den letzten beiden Prämolaren und den drei Molaren, in der unteren fehlte der vordere Prämolar, ansonsten entsprach sie der oberen. Der obere Schneidezahn war kurz, aber extrem stark geborgen. Im Gegensatz dazu wies der untere eine lange Form auf. Beide hatten einen ovalen Querschnitt, die Schneidoberfläche war im oberen ausgedehnter als im unteren. Der Zahnschmelz bedeckte jeweils nur die Vorderseite des Zahns und zog ein wenig auf die seitlichen Flächen. Prinzipiell entsprachen die Schneidezähne so den Nagezähnen. Das hintere Gebiss trennte ein ausgedehntes Diastema vom vorderen ab. Es kann aber nur in der unteren Zahnreihe vollständig erfasst werden, wo es die Länge der ersten beiden hinteren Zähne zusammen erreichte und eine leicht eingedellte Form aufwies. Die Prämolaren bestanden nur aus den Milchzähnen, permanente Prämolaren wurden bei Mubhammys nicht ausgebildet, was durch computertomographischen Untersuchungen belegt werden konnte. In diesem Merkmal stimmt Mubhammys mit einigen modernen Phiomorpha überein, weicht aber von stammesgeschichtlich ursprünglichen Vertretern wie Turkanmys und Acritophiomys ab. Der vordere obere Prämolar (dp3) war klein und nagelartig, der hintere (dp4) trapezförmig und vierhöckrig. Im Unterkiefer besaß der Prämolar eine ovale Gestalt mit fünf Höckern. Für die Molaren ist bei den Nagetieren ein komplexer Aufbau bestehend aus mehreren Höckern typisch, die durch querstehende Leisten beziehungsweise Jochen  (Lophen genannt) verbunden sind, die einzelnen Formen können durch die jeweilige Anzahl an Höckern und Leisten unterschieden werden. Generell waren die hinteren Backenzähne bei Mubhammys rechteckig bis trapezförmig gestaltet. Auf den oberen Molaren bestanden vier Höcker (Para-, Meta-, Proto- und Hypoconus), die alle etwa die gleiche Größe aufwiesen. Sie standen paarweise zusammen, wobei die einzelnen Höckerpaare durch rechtwinklig zur Zahnlängsachse verlaufende Leisten verbunden wurden. Zwischen dem Para- und Protoconus verlief das Protoloph, zwischen dem Meta- und Hypoconus das Metaloph. Zwei weitere Leisten saßen vor beziehungsweise hinter diesen beiden, namentlich das Anteroloph vor dem Protoloph und das Posteroloph hinter dem Metaloph. Dadurch erhielten die Molaren einen tetralophodonten Aufbau (aus vier Leisten bestehend). Die unteren Molaren waren jeweils fünfhöckerig, von diesen bildeten je zwei ein Paar (Meta- und Protoconid beziehungsweise Ento- und Hypoconid), der fünfte Höcker (Hypoconulid) saß am hinteren Zahnrand. Das vordere Höckerpaar (Meta- und Protoconid) war durch das Metalophulid miteinander verbunden, das hintere (Ento- und Hypoconid) durch das Hypolophid. Eine dritte Leiste, das Posterolophid, schloss den Hypoconulid ein. Das Metalophulid war bei Mubhammys schwächer ausgebildet als beim verwandten Birkamys. Ein zusätzliches zweites Metalophulid zwischen dem ersten und dem Hypolophid wie bei Birkamys oder Acritophiomys kam nicht vor, auch fehlte das Mesolophid, das bei Acritophiomys auf dem ersten Molaren vorkam. Sowohl im oberen wie im unteren Gebiss bildete der jeweils zweite Molar den größten Zahn. Er wies oben eine Länge von 1,95 mm und eine Breite von 2,1 mm auf, der untere war etwa gleich lang, aber nur 1,8 mm breit. Die hintersten Molaren hatten jeweils eine nur geringe Größe.

## Fossilfunde
Das umfangreichste Fundmaterial von Mubhammys stammt aus dem Fayyum-Gebiet im nördlichen Ägypten in Nordafrika. Dort wurden sie an der Fundstelle L-41 gefunden, die sich etwa 46 m oberhalb der Basis im unteren Abschnitt der Gebel-Qatrani-Formation befindet. Gemäß paläomagnetischen Untersuchungen datiert L-41 in das Obere Eozän und weist ein absolutes Alter von rund 34 Millionen Jahre auf. Damit stellt sie die älteste Fundstelle innerhalb der Formation dar. Entdeckt wurde sie im Jahr 1983 bei Felduntersuchungen eines Forscherteams um Elwyn L. Simons, eine genauere Vorstellung erfolgte unter anderem durch D. Tab Rasmussen. Die Ablagerungen bestehen aus grünlich bis grünlich grau gefärbten Ton- und Schluffsteinen, die wiederum in eine Sequenz aus gebänderten Sanden eingebettet sind. Die feinkörnigen Ablagerungen gehen auf einen ehemaligen Sees zurück, bemerkenswert sind ein hoher Anteil an Evaporiten und eine starke Konzentration an Natriumchlorid. In der gesamten Struktur weicht L-41 auffallend von den anderen, eher gröberklastischen, fluviatilen Ablagerungen der Gebel-Qatrani-Formation ab. Als weitere Besonderheit kann eine hohe Anzahl an Schädeln mit teils assoziierten Partien des Körperskeletts hervorgehoben werden. Bisher wurden in L-41 Fossilreste von Fischen, Amphibien, Reptilien, Vögeln und Säugetieren gefunden. Hervorgehoben werden kann die hohe Vielfalt an Schliefern, Primaten, Nagetieren und Fledertieren. Vor allem die gute Erhaltung von Überresten kleinerer Wirbeltiere verleiht L-41 eine hohe Bedeutung für die Fayyum-Region. So können die Nagetiere hunderte Skelettelemente vorweisen, darunter befinden sich neben Resten von Mubhammys auch solche von Acritophiomys, Birkamys und Gaudeamus. Alle nachgewiesenen Formen gehören bisher ausnahmslos zu den Hystricognathi. Lediglich aus der älteren Qasr-el-Sagha-Formation im Fayyum wurden auch Reste von Dornschwanzhörnchen dokumentiert, jedoch fehlen hier Belege von Phiomorpha-Vertretern. Zu Mubhammys gehören mehrheitlich Reste des Schädels, Unterkiefers und des Gebisses.
Daneben wurden ein Oberkieferfragment und mehrere isolierte Zähne aus der Samlat-Formation im äußersten Westen der Sahara auf dem Festland gegenüber der Landzunge von Ad-Dakhla in Westsahara zu Tage befördert. Die Fossilien waren in sandige Ablagerungen eingebettet, die durch das Wirken eines Ästuars entstanden sind. Das Alter der Funde beträgt etwa 33 Millionen Jahre, was in den unmittelbaren Beginn des Unteren Oligozän fällt.

## Systematik
Mubhammys ist eine ausgestorbene Gattung aus der Gruppe der Hystricognathi innerhalb der Unterordnung der Stachelschweinverwandten (Hystricomorpha). Als eine sehr vielfältige Gruppe schließen die Hystricognathi eurasische, afrikanische und amerikanische Vertreter der Nagetiere (Rodentia) ein. Zu ihnen gehören die Stachelschweine (Hystricidae), ebenso wie die Meerschweinchenverwandten (Caviomorpha) und die Phiomorpha. Als charakteristisches Kennzeichen kann der Bau des Schädels und des Unterkiefers hervorgehoben werden, letzterer zeigt etwa eine markante Stellung des Winkelfortsatzes an. Der Ursprung der gesamten Gruppe ist höchstwahrscheinlich in Asien zu finden, die ältesten Nachweise reichen hier bis in das Mittlere Eozän vor knapp 50 Millionen Jahren zurück. Die heutigen afrikanischen und amerikanischen Verbreitungsgebiete wurden am Übergang zum Oberen Eozän vor rund 40 Millionen Jahren erreicht.
Die Gestaltung der Backenzähne mit drei beziehungsweise vier Leisten verweist Mubhammys zu den entwickelten Vertretern der Hystricognathi, ursprüngliches Formen besaßen mehr Leisten. Bei den Phiomorpha etwa reduzierte sich die mittlere Leiste, das Mesoloph beziehungsweise das Mesolophid. Ein weiteres gemeinsames Merkmal von Mubhammys mit einigen rezenten Phiomorpha besteht in den dauerhaft ausgeprägten Milchprämolaren. Möglicherweise besteht dadurch eine nähere Beziehung zu den heutigen Rohrratten (Thryonomyidae), Felsenratten (Petromuridae) beziehungsweise den Sandgräbern (Bathyergidae). Die Ansicht widerspricht nicht den molekulargenetischen Analysen, da sich die Phiomorpha im Oberen Eozän vor rund 36 Millionen Jahren von den Caviomorpha trennten, die Hystricidae hatten sich schon einige Millionen Jahre vorher abgespalten. Nach phylogenetischen Studien kann Mubhammys als nächster Verwandter von Birkamys angesehen werden, welche ebenfalls im Fayyum-Gebiet nachgewiesen ist. Eine genaue Zuordnung zu einer bestimmten Familie innerhalb der Phiomorpha erfolgte bisher noch nicht. Beiden Gattungen stehen als Schwestergruppe den späteren Phiomorpha einschließlich der rezenten Formen gegenüber.
In dieser Sichtweise stellt Mubhammys neben Acritophiomys und Birkamys einen der ältesten bekannten Vertreter der Phiomorpha dar. Die Entdeckung von Mubhammys und Birkamys verweist darauf, dass der Verbleib des Milchprämolaren im Gebiss der Phiomorpha stammesgeschichtlich früh einsetzte und als Merkmal bereits in der Wende vom Eozän zum Oligozän ausgeprägt war. Zusätzlich kann das große Gaumenfenster als ein inklusives Kennzeichen verschiedener früher Pliomorpha aufgefasst werden, da es ebenfalls schon sehr früh in der Entwicklung der Hystricognathi nachweisbar ist. Innerhalb der Gruppe kam es im Verlauf des Paläogens zu deutlichen Größenveränderungen, die neben großen Formen wie Mubhammys auch verzwergte Vertreter wie Birkamys hervorbrachten. Eine phylogenetische Studie aus dem Jahr 2019 sieht Mubhammys dagegen als basale Form der Hystricognathi und ordnet die Form gemeinsam mit Birkamys in den Verwandtschaftskreis um Phiocricetomys, den sie als "phiocricetomyins" ausweist. Diese ursprünglich zu den Myophiomyidae gezählten Nagetiere zeichnen sich durch extrem niederkronige Backenzähne mit niedrigen Querleisten aus. Die Untersuchung positioniert die Gruppe außerhalb der Phiomorpha und gibt ihr eine eher basale Stellung innerhalb der Hystricognathi, womit die Unterdrückung der permanenten Prämolaren demnach mehrfach innerhalb der Stachelschweinverwandten entstanden wäre.
Momentan sind zwei Arten von Mubhammys anerkannt:
- M. atlanticus Marivaux, Adnet, Benammi, Yans & Benammi, 2017
- M. vadumensis Sallam & Seiffert, 2016

Als Typusform wurde M. vadumensis aus dem Fayyum festgelegt, M. atlanticus ist dagegen aus Westsahara dokumentiert. Beide Arten unterscheiden sich in den Zahnmerkmalen, die Form aus der westlichen Sahara besitzt unter anderem an den Oberkiefermolaren eine zusätzliche kurze Leiste zwischen dem Proto- und dem Metaloph, dem Mesolophul.
Die wissenschaftliche Erstbeschreibung von Mubhammys führten Hesham M. Sallam und Erik R. Seiffert im Jahr 2016 aus. Als Grundlage diente das Material aus dem Fayyum in Ägypten. Der Holotyp (Exemplarnummer CGM 66001) wird durch ein linkes Oberkieferfragment mit der Zahnreihe vom dritten Prämolaren bis zum dritten Molaren repräsentiert. Die Bezeichnung Mubhammys setzt sich aus dem arabischen Wort mubham für „geheimnisvoll“ oder „rätselhaft“ und dem griechischen Wort μῦς (mŷs) für „Maus“ zusammen. Als Art stellten die Autoren M. vadumensis auf. Das Wort vadum ist lateinischen Ursprungs und bedeutet so viel wie „flach“. Es verweist auf die damaligen Ablagerungsverhältnisse in einem flachen See während des Bildungszeitraumes der Fundstelle L-41. Die zweite Art wurde im Jahr darauf eingeführt. Ihr Name, M. atlanticus, bezieht sich auf ihr Auftreten im westlichsten Bereich von Nordafrika am Atlantischen Ozean.